# Cantón de Castets
El cantón de Castets era una división administrativa francesa, que estaba situada en el departamento de Landas y la región de Aquitania.

## Composición
El cantón estaba formado por diez comunas:
- Castets
- Léon
- Lévignacq
- Linxe
- Lit-et-Mixe
- Saint-Julien-en-Born
- Saint-Michel-Escalus
- Taller
- Uza
- Vielle-Saint-Girons

## Supresión del cantón de Castets
En aplicación del Decreto nº 2014-181 de 18 de febrero de 2014, el cantón de Castets fue suprimido el 22 de marzo de 2015 y sus 10 comunas pasaron a formar parte del nuevo cantón de Costa de Plata.